# هيرواكي يوكوياما
هيرواكي يوكوياما (باليابانية: 横山泰明؛ بالكانا: よこやま ひろあき) هو لاعب شوغي ‏ ياباني، ولد في 16 أكتوبر 1980 في تاما في اليابان.